# Heinz Stieda
Heinz Percy Stieda, gebürtig Percy Alexander Stieda (* 20. Mai 1881 in Riga, Russisches Kaiserreich; † 20. Mai 1948 in Hamburg), war ein deutschstämmiger Schauspieler bei Bühne und Stummfilm sowie ein Theaterregisseur.

## Leben und Wirken
Stieda stand seit etwa der Jahrhundertwende auf den Bühnenbrettern und spielte zunächst, im ersten Jahrzehnt des 20. Jahrhunderts unter dem Namen Percy Stieda, an Provinzspielstätten wie beispielsweise Lodz. Von 1911 bis 1914 wirkte er am Schauspielhaus Zürich und ging anschließend nach Berlin, wo er zwischen 1918 und 1924 auch intensiv filmte. Seine bekanntesten Filmrollen verkörperte er 1919 mit dem Abbé in Ernst Lubitschs Rausch und 1920 mit dem Horatio in Asta Nielsens Hamlet-Verfilmung. In jenen Jahren sah man ihn auch an hauptstädtischen Bühnen wie etwa dem Komödienhaus.
1924 verließ Heinz Stieda die Hauptstadt wieder und übersiedelte nach Hamburg, seiner fortan wichtigsten Wirkungsstätte. Abgesehen von den Jahren 1933 bis 1935, als er als Oberspielleiter am Hessischen Landestheater in Darmstadt wirkte, blieb Stieda den Rest seines Lebens der Hansestadt treu. Von 1924 bis 1933 war er am dortigen Thalia-Theater sowohl als Schauspieler als auch als Regisseur engagiert. Nach seiner Rückkehr von Darmstadt nach Hamburg 1935 wirkte Heinz Stieda bis zu seinem Lebensende als Schauspieler und Regisseur am Schauspielhaus, dessen Vorstand er zuletzt außerdem angehörte.

## Filmografie
- 1918: Sadja
- 1918: Brüder
- 1919: Die Madonna mit den Lilien
- 1919: Rausch
- 1919: Staatsanwalt Jordan
- 1920: Das Mädchen aus der Ackerstraße, 2. Teil
- 1920: Tötendes Schweigen
- 1920: Der Henker von Sankt Marien
- 1920: Verkommen
- 1920: Hamlet
- 1921: Der Leidensweg der Inge Krafft
- 1921: Tobias Buntschuh
- 1922: Die fünf Frankfurter
- 1922: Wer wirft den ersten Stein
- 1923: Rivalen
- 1923: Im Namen des Königs